# دومينيك لوكولي
دومينيك لوكولي (بالفرنسية: Dominique Lokoli)‏ هو لاعب كرة قدم فرنسي في مركز الدفاع، ولد في 29 يناير 1952 في روان في فرنسا. لعب مع إي أس نانسي وباريس سان جيرمان وستاد ريمس ونادي أوكسير.

## وصلات خارجية
- دومينيك لوكولي على موقع قاعدة بيانات كرة القدم.إي يو (الإنجليزية)